# Борисовська (муніципальне утворення «Федьковське»)
Борисовська (рос. Борисовская) — присілок в Верхньотоємському районі Архангельської області Російської Федерації.
Населення становить 58 осіб. Входить до складу муніципального утворення Верхньотоємський муніципальний округ.

## Історія
До 1 червня 2021 року входило до складу муніципального утворення Федьковське муніципальне утворення.

## Населення
| 2002 | 2010 |
| ---- | ---- |
| 86   | ↘58  |